# Ficus subnervosa
Ficus subnervosa är en mullbärsväxtart som beskrevs av Edred John Henry Corner. Ficus subnervosa ingår i släktet fikonsläktet, och familjen mullbärsväxter. Inga underarter finns listade i Catalogue of Life.